# Həzi Aslanov
Həzi Əhəd oğlu Aslanov (ros. Ази Ахад оглы Асланов; ur. 22 stycznia?/4 lutego 1910 w Lenkoranie, zm. 24 stycznia 1945 w okręgu lipawskim na terenie ŁSRR) – radziecki wojskowy pochodzenia azerskiego. Uczestnik II wojny światowej. Generał major wojsk pancernych Armii Czerwonej. Dwukrotny Bohater Związku Radzieckiego (1942 i 1991).

## Życiorys

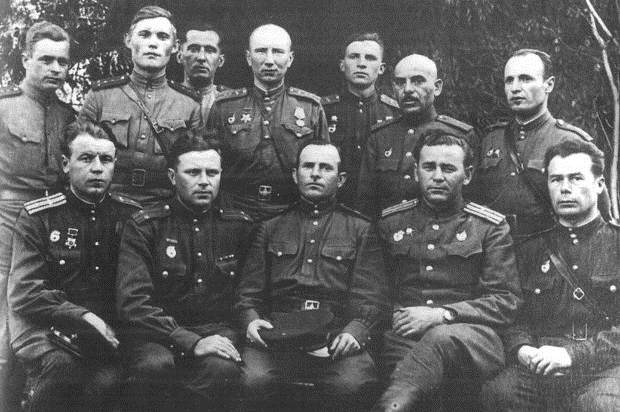
Həzi Aslanov wśród oficerów radzieckiej 35. gwardyjskiej brygady pancernej (1944)

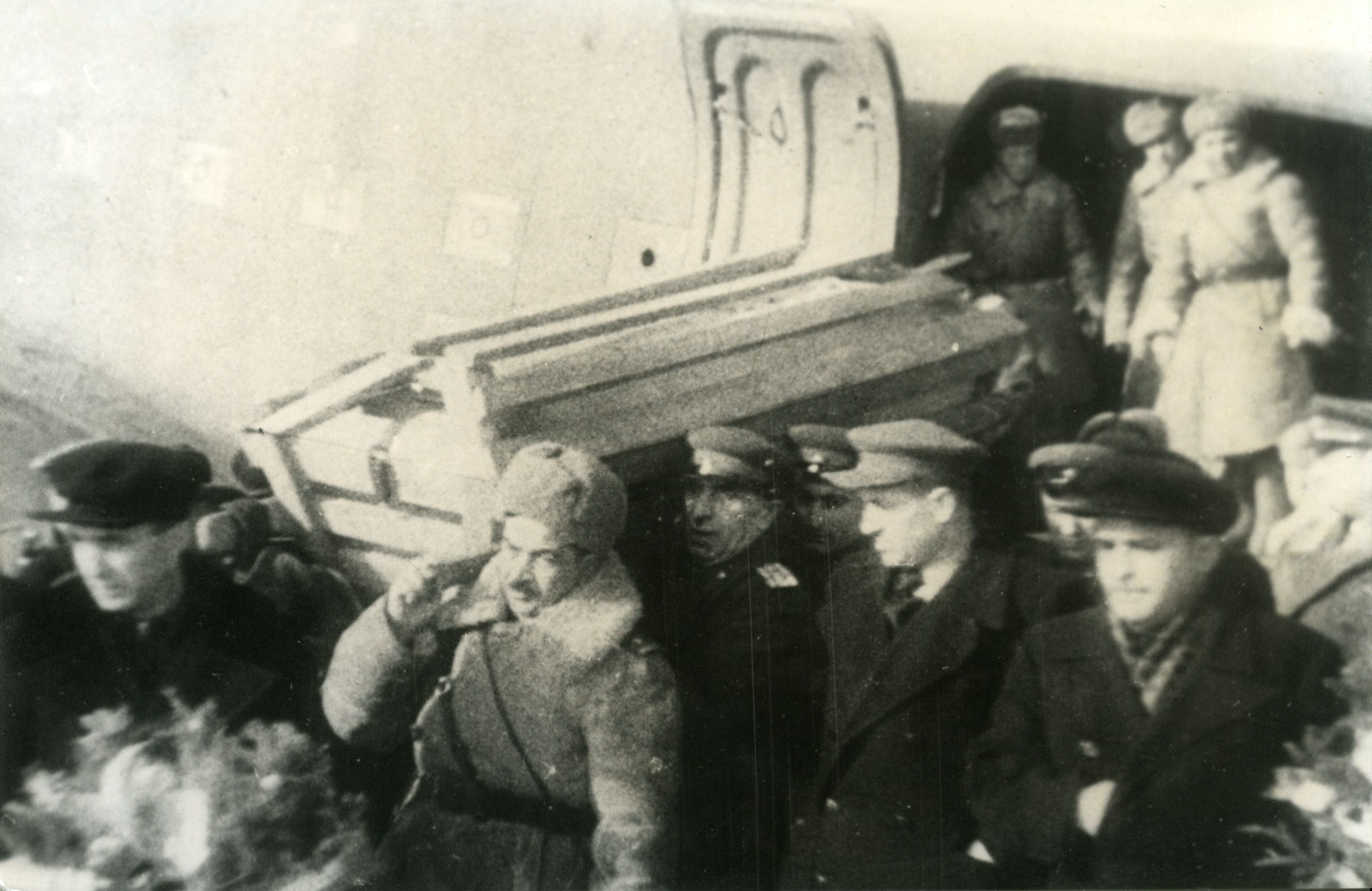
Pogrzeb generała w Baku (1945)

Miał wykształcenie niepełne średnie, pracował jako robotnik w cegielni, od września 1924 do 1929 uczył się w zakaukaskiej szkole wojskowej w Baku. Od 1929 służył w Armii Czerwonej, 1931 ukończył leningradzką szkołę kawalerii i został dowódcą plutonu 15 pułku kawalerii 3 Besarabskiej Dywizji Kawalerii Kijowskiego Okręgu Wojskowego w Berdyczowie, w 1932 skończył kursy doskonalenia kadry dowódczej, w 1933 został dowódcą plutonu czołgów, później kompanii, następnie komendantem szkoły samodzielnego batalionu pancernego 2 Dywizji Piechoty Kijowskiego Okręgu Wojskowego w Owruczu. Od 1937 należał do WKP(b). Od maja 1938 był pomocnikiem dowódcy, potem dowódcą batalionu 3 pułku 4 Korpusu Zmechanizowanego w Kijowie, we wrześniu 1939 brał udział w agresji ZSRR na Polskę, a 1939–1940 w wojnie z Finlandią, w 1940 został dowódcą batalionu transportowego 10 pułku piechoty 10 Dywizji Pancernej 15 Korpusu Zmechanizowanego Kijowskiego Specjalnego Okręgu Wojskowego w Złoczowie. Po ataku Niemiec na ZSRR walczył na froncie w składzie 15 Korpusu Zmechanizowanego 6 Armii Frontu Południowo-Zachodniego, brał udział w walkach na zachodniej Ukrainie i w obronie Kijowa, od września do grudnia 1941 był zastępcą dowódcy ds. technicznych 10 pułku piechoty, uczestniczył w walkach obronnych pod Pyriatynem, Achtyrką i Charkowem, w lutym 1942 został zastępcą dowódcy 55 Brygady Pancernej Frontu Krymskiego, w maju 1942 cudem przeżył pogrom wojsk radzieckich na Krymie, gdy w walkach zniszczone zostały wszystkie czołgi 55 Brygady Pancernej. Po odtworzeniu brygady w lipcu 1942 i włączenia jej w skład Frontu Stalingradzkiego brał udział w dalszych walkach, od października 1942 dowodził 55 samodzielnym pułkiem pancernym 2 Gwardyjskiej Armii Frontu Stalingradzkiego, wyróżnił się podczas bitwy pod Stalingradem, podczas starcia w dniach 15–19 grudnia 1942 wraz z pułkiem zniszczył 30 czołgów i 50 samochodów wroga. Od grudnia 1942 do grudnia 1943 dowodził 35 Gwardyjską Brygadą Pancerną, na czele której uczestniczył w operacji rostowskiej i miusskiej i w bitwie o Dniepr, od grudnia 1943 do kwietnia 1944 uczył się na kursach doskonalenia kadry oficerskiej przy Wojskowej Akademii Wojsk Pancernych i Zmechanizowanych im. Stalina, następnie wrócił na poprzednie stanowisko. Podczas operacji białoruskiej 28 czerwca 1944 wraz z brygadą sforsował Berezynę, po czym opanował Pleszczenice, a 2 lipca 1944 Wilejkę, 3 lipca 1944 wziął udział w wyzwalaniu Borysowa, a 4 lipca 1944 zajął Smorgonie. Podczas miesiąca walk na Białorusi dowodzona przez niego brygada zniszczyła 45 czołgów, 131 dział, 12 baterii, 193 samochody i 40 samolotów i zlikwidowała do 2600 żołnierzy i oficerów Wehrmachtu. Od lipca 1944 Aslanov walczył w składzie 1 Frontu Nadbałtyckiego, wyróżniając się przy zajmowaniu Szawli, forsowaniu zachodniej Dźwiny i blokowaniu wojsk niemieckich w Kurlandii. W jednej z walk na Litwie w styczniu 1945 został śmiertelnie raniony przez snajpera. Został pochowany w Baku.

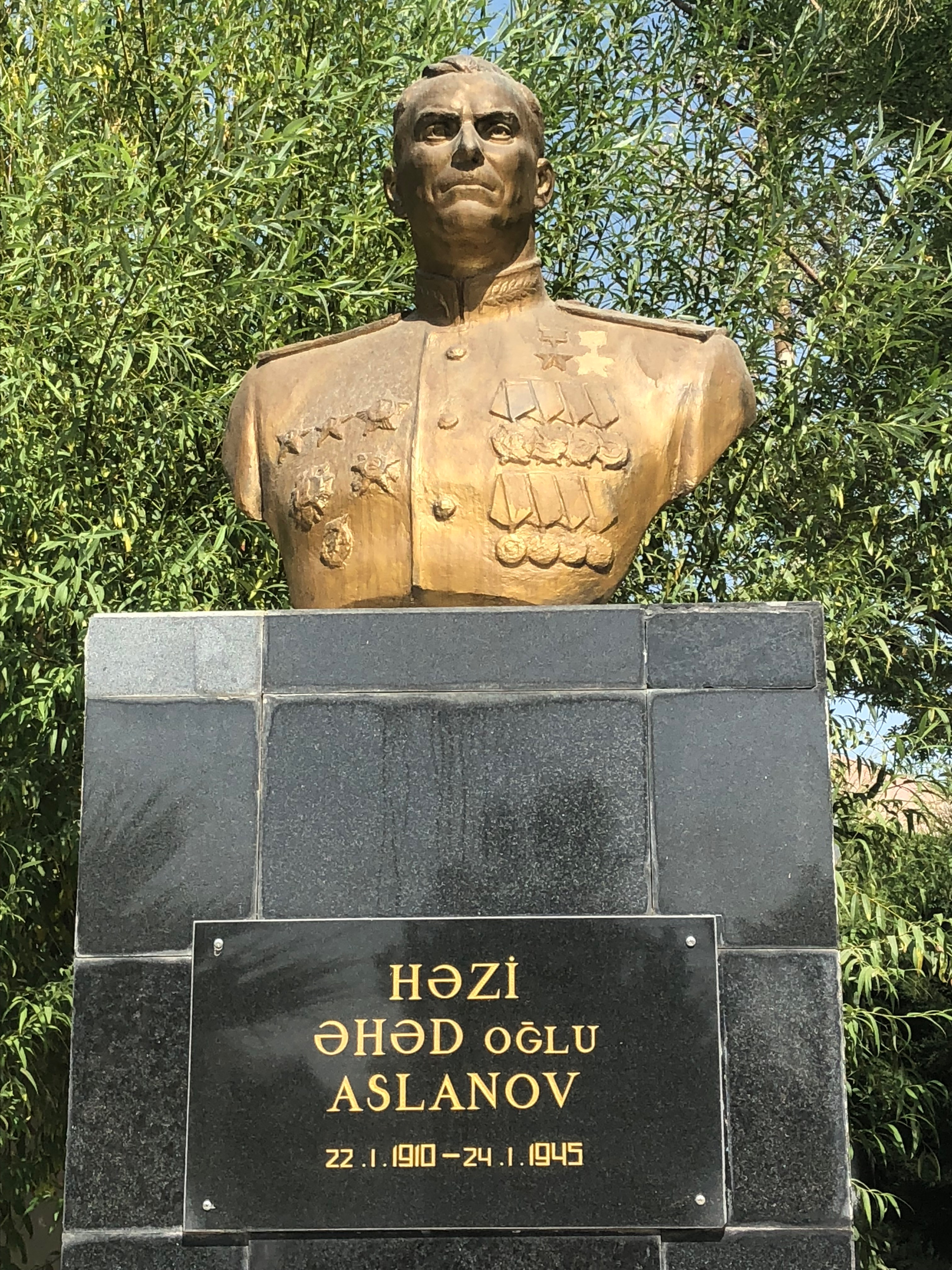
Pomnik generała Həzi Aslanova w Baku

## Awanse
- major (1940)
- podpułkownik (1942)
- pułkownik (1943)
- generał major wojsk pancernych (1944)

## Ordery i odznaczenia
- Medal „Złota Gwiazda” Bohatera Związku Radzieckiego (1945, 1991)
- Order Lenina (1942, 1991)
- Order Czerwonego Sztandaru (1943, 1944, 1945)
- Order Suworowa II klasy (1944)
- Order Aleksandra Newskiego (1944)
- Order Wojny Ojczyźnianej I klasy (1945)
- Order Czerwonej Gwiazdy (1942, 1944)
- Medal „Za Odwagę” (1942)
- Medal „Za obronę Kaukazu” (1944)
- Medal „Za obronę Stalingradu” (1944)

## Upamiętnienie
- Jego imieniem nazwano jedną ze stacji metra w Baku[1].
- Jest patronem ulic w Baku, İmişli, Wołgogradzie oraz Smorgoniach.
- Tablica pamiątkowa ku jego pamięci znajduje się na Kurhanie Mamaja.
- W 2009 w Wilejce odsłonięto jego pomnik[2][3].